# 包恩巴图
包恩巴图（又称本巴图）是位于中国内蒙古自治区锡林郭勒盟苏尼特左旗赛罕高毕苏木东部的一个湖泊。其位置约为东经112°45′,北纬43°43′。湖面海拔920米，面积约2平方公里，主要沉积物为芒硝。